# Flervägsfel
Flervägsfel är fel beroende på interferens mellan radiovågor som färdats mellan sändaren och mottagaren på olika vägar ofta genom att studsa mot husfasader. Flervägsfel kan ofta uppkomma vid sändningar i skog, i raviner, nära byggnader etc.
Ofta tror GPS-mottagaren att den har bättre noggrannhet än den har. Genom problem med flervägsfel är det därför ofta inte bara svårt, utan också direkt olämpligt att mäta med RTK eller nätverks-RTK i tät bebyggelse, framför allt stadskärnor.